# Chanchoquín Grande
Chanchoquín Grande es una localidad agrícola chilena ubicada en la Provincia del Huasco, Región de Atacama. De acuerdo a su población es una entidad que tiene el rango de  caserío. Se encuentra localizado en el Valle de El Tránsito en la margen norte del Río El Tránsito, junto a la localidad de  El Tránsito.

## Historia
Su nombre se origina en un pequeño cerro que se encuentra en las cercanías, entre este poblado y Chanchoquín Chico.
Este poblado tiene en las comunidades indígenas que habitaban el valle y que se comunicaban a través de la Quebrada de Chanchoquín (hoy Quebrada de La Totora) donde existían vertientes y escombros de las ruinas de una antigua población indígena y da acceso a mineral del mismo nombre.
Este sector albergó la Hacienda Armidita, perteneciente a Nicolás Naranjo quien hizo construir un canal de riego que hoy marca el paisaje entre El Portillo y esta localidad.
En junio de 1976 los vecinos de Chanchoquín Grande trajeron la imagen de la Virgen del Rosario de Andacollo. Tres años más tarde en junio de 1979 se terminó la construcción de la capilla en los terrenos donados por la comunidad. A partir de 1984 comenzó a celebrar la Fiesta en octubre por ser la Fiesta de la Virgen del Rosario. Esta Fiesta se celebra en la localidad cada 18 de octubre.

## Turismo
En la localidad de Chanchoquín Grande existen hermosos predios agrícolas que acceden hasta el Río El Tránsito, actualmente se está desarrollando un proyecto de turismo rural.
Desde Chanchoquín Grande se puede acceder fácilmente a  El Tránsito, a Chanchoquín Chico y Los Perales.
Chanchoquín Grande es un buen lugar para paseos en bicicleta, excursiones de senderismo junto al río y para cabalgatas.

## Accesibilidad y transporte
El Poblado de Chanchoquín Grande se ubica a 22 km al interior del poblado de Alto del Carmen, capital de la comuna y a 70 km al este de la ciudad de Vallenar sobre la Ruta C-498 que conduce a El Tránsito.
Existe transporte público diario a través de buses de rurales desde el terminar rural del Centro de Servicios de la Comuna de Alto del Carmen, ubicado en calle Marañón 1289, Vallenar.
Si viaja en vehículo propio, no olvide cargar suficiente combustible en Vallenar antes de partir. No existen puntos de venta de combustible en la comuna de Alto del Carmen.
A pesar de la distancia, es necesario considerar un tiempo mayor de viaje, debido a que la velocidad de viaje esta limitada por el diseño del camino. Se sugiere hacer una parada de descanso en el poblado de Alto del Carmen para hacer más grato su viaje.
El camino hasta Chanchoquín Grande (Ruta C-495 y C-498) son transitables durante todo el año, sin embargo es necesario tomar precauciones en caso de eventuales lluvias en invierno.

## Alojamiento y alimentación
En la comuna de Alto del Carmen existen pocos servicios de alojamiento formales en Alto del Carmen y en Chanchoquín Grande, se recomienda hacer una reserva con anticipación.
También en Chanchoquín Grande existen algunos servicios de alojamiento rural en casas de familia en proceso de formalización.
En las proximidades no hay servicios formales de Camping, sin embargo se puede encontrar algunos puntos rurales con facilidades para los campistas en Chanchoquín Grande y Chanchoquín Chico.
Los servicios de alimentación son escasos, existiendo en Alto del Carmen, Chanchoquín Grande y en El Tránsito algunos restaurantes.
En muchos poblados como en Chanchoquín Grande hay pequeños almacenes que pueden facilitar la adquisición de productos básicos durante su visita.

## Salud, conectividad y seguridad
El poblado de Chanchoquín Grande cuenta con servicio de electricidad, iluminación pública y red de agua potable rural.
Chanchoquín Grande cuenta con su propia radio comunitaria de difusión.
En los poblados de Alto del Carmen y de  El Tránsito existen Postas Rurales dependientes del Municipio de Alto del Carmen. y Retenes de Carabineros de Chile
Al igual que muchos poblados de la comuna, Chanchoqín Grande cuenta con servicio de teléfonos públicos rurales, existe además señal para teléfonos celulares.
El Municipio cuenta con una red de radio VHF en toda la comuna en caso de emergencias.